# 塔拉沃河
41°42′28″N 8°49′41″E / 41.70778°N 8.82806°E

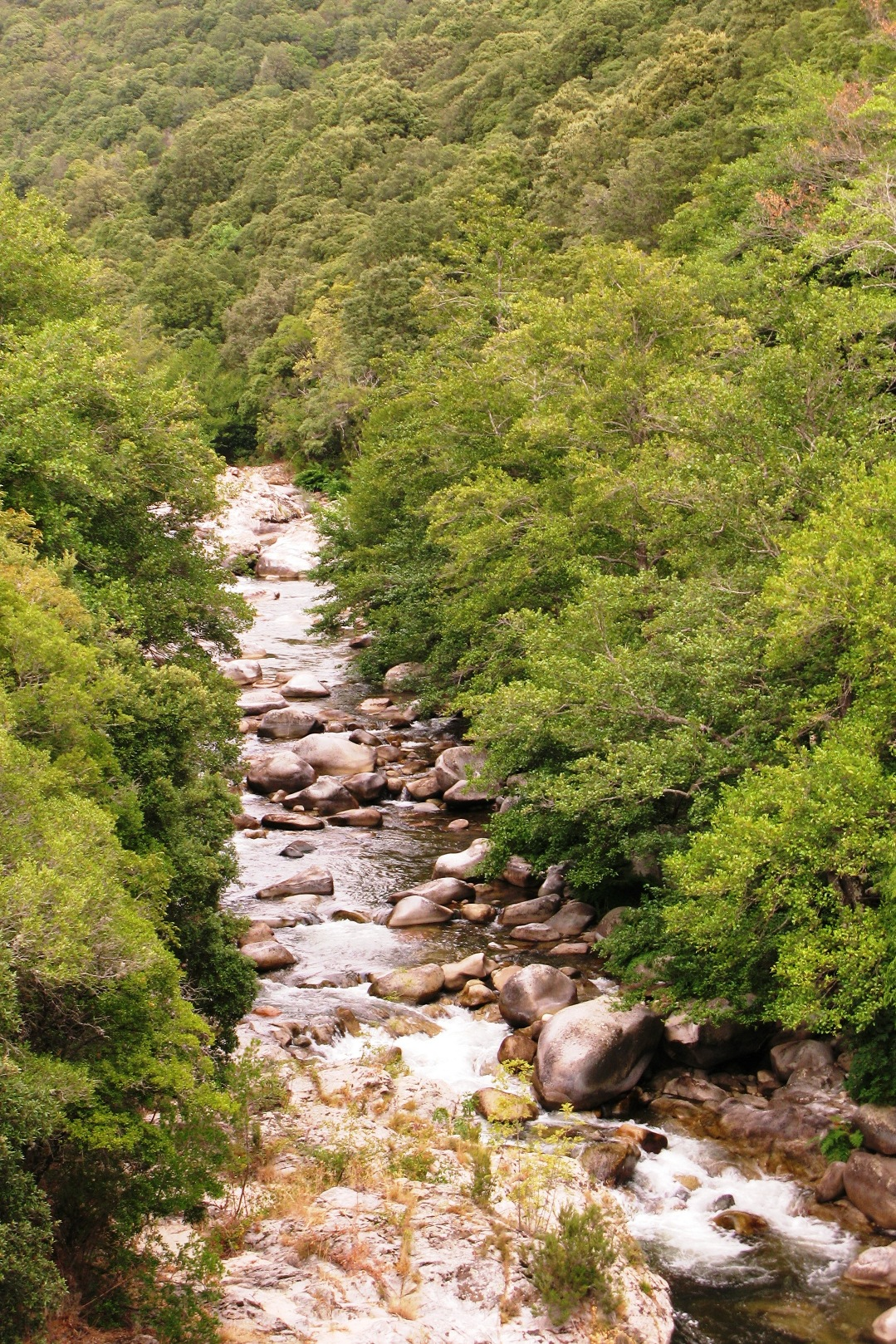

塔拉沃河（法語：Taravo，法語發音：[taʁavo]）是法國的河流，位於科西嘉島，河道全長65公里，流域面積482平方公里，流經帕爾內卡、科扎諾和吉泰拉莱班，最終在塞拉迪費羅注入地中海。

## 外部連結
- Geoportail （页面存档备份，存于）
- The Taravo at the Sandre database